# Muskö
För tätorten Muskö, se Muskö (tätort).

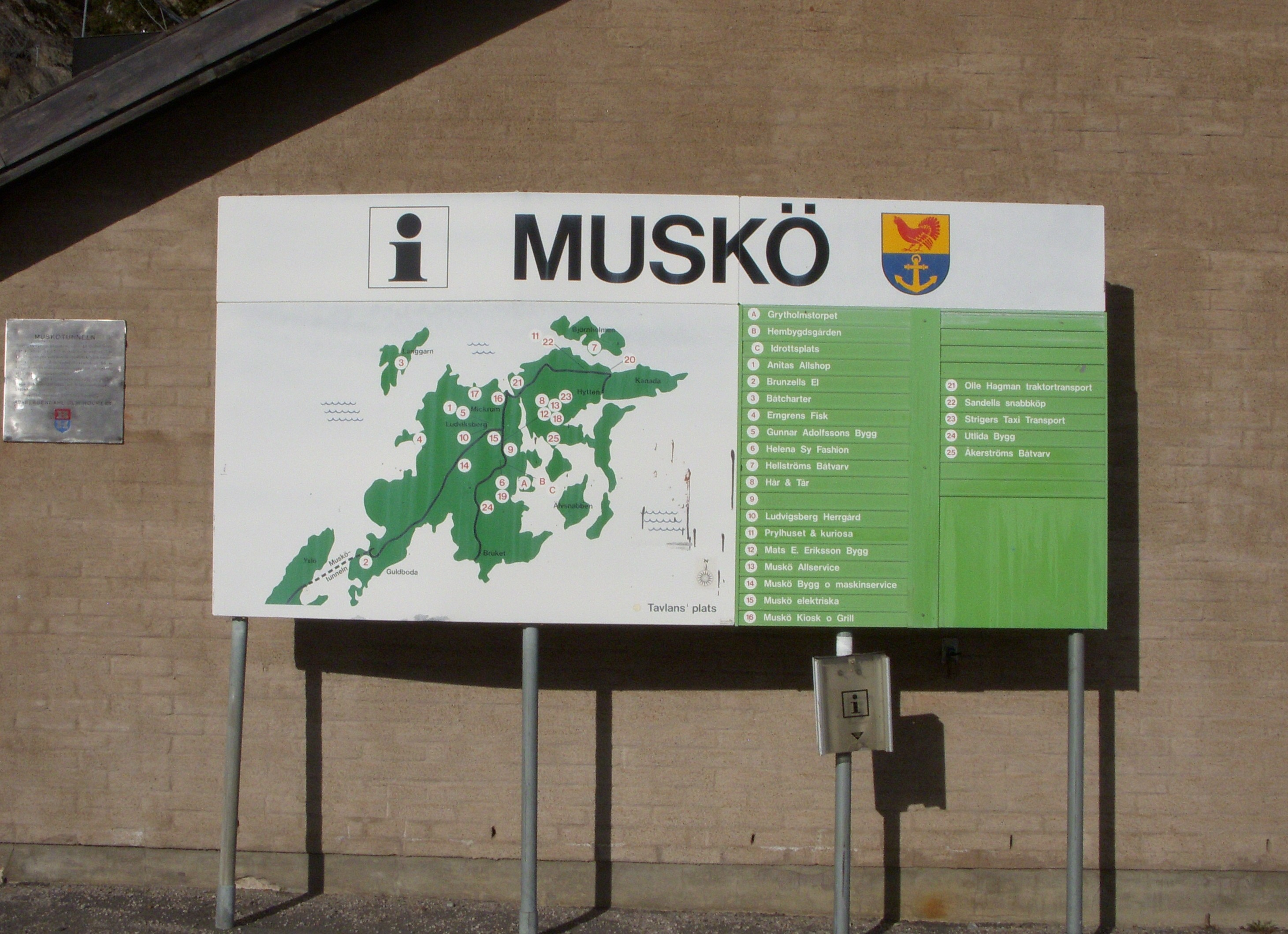
Muskö på en informationstavla vid Muskötunneln.

Muskö är en ö i Stockholms södra skärgård tillhörande Haninge kommun i Stockholms län. På ön finns två tätorter: Muskö och Norra Muskö

## Beskrivning
Namnet på ön (1278 in insula Muskø) innehåller förleden musk, som betyder mörker, skugga men med oklar tolkning. Muskö har Horsfjärden i väster och den stora fjärden Mysingen mot Östersjön i öster. Muskö består av flera öar som har växt samman genom landhöjningen och är med sin area om cirka 30 km² en av skärgårdens största öar. Muskö kanal, med anor från 1700-talet, delar Muskö i en större sydvästra och en mindre nordöstra del. 
Ön präglas av en anrik skärgårdsbygd där jordbruk och fiske länge varit huvudnäringarna. Ön dominerades länge av herrgårdarna  Ludvigsberg och Arbottna med underlydande gårdar och torp. Ägaren och byggherren till gårdarnas huvudbyggnader var Adolf Ludvig Levin, en handelsman från Stockholm, som på 1770-talet även ägde större delen av Muskö.

## Historisk karta
År 1773 fick kartografen Gabriel Boding av handelsmannen och godsägaren Adolf Ludvig Levin i uppdrag att upprätta en Charta öfver hela Muskön med ther på belägne Arbottna sätesgård. Levin var då ägare till större delen av Muskö. 

Karta över Muskö från 1773.

## Muskö idag
En av öns båda tätorter är Muskö, den gamla kyrkbyn, som utgör en väl avgränsad bebyggelse mitt på huvudön öster och norr om Muskö kyrka. Här ligger förutom kyrkan även prästgården, Muskö skola med skolhus från 1925 (senare tillbyggt) och Muskö hembygdsgård.
Idag har hela ön omkring 900 boende som under sommaren blir betydligt fler eftersom det finns cirka 1 500 fritidshus, de flesta ligger på öns nordöstra del. Här ligger även öns andra tätort; Hoppet. Tätorten Muskö har 264 bofasta individer och Hoppet har 223 (avser 31 december 2016). På Musköbasen finns  en klimatkontrollerad byggnad tillhörande Sjöhistoriska museets där sedan 2005 M/S Estonias bogvisir förvaras.
Sedan 1964 kan man nå Muskö även med bil. Då invigdes den 2 895 meter långa Muskötunneln. Största arbetsgivare är Musköbasen som stod färdig 1969. Muskö bjuder på ett strövvänligt och vackert kulturlandskap med vidsträckta hagmarker och havsstrandängar.
Grytholmens friluftsmuseum ligger på halvön Grytholmen nära Arbottna. Museet drivs sedan 1982 av Muskö Hembygdsförening. Torpet Grytholmens byggnader har kompletterats med hus som flyttats hit från andra håll på ön. Museet vill ge besökaren möjlighet att uppleva en genuin historisk miljö som en gång i tiden varit hem och arbetsplats för en skärgårdsbondes familj. I en av stugorna finns även hembygdsarkivet.

## Bilder

Byggnader och anläggningar
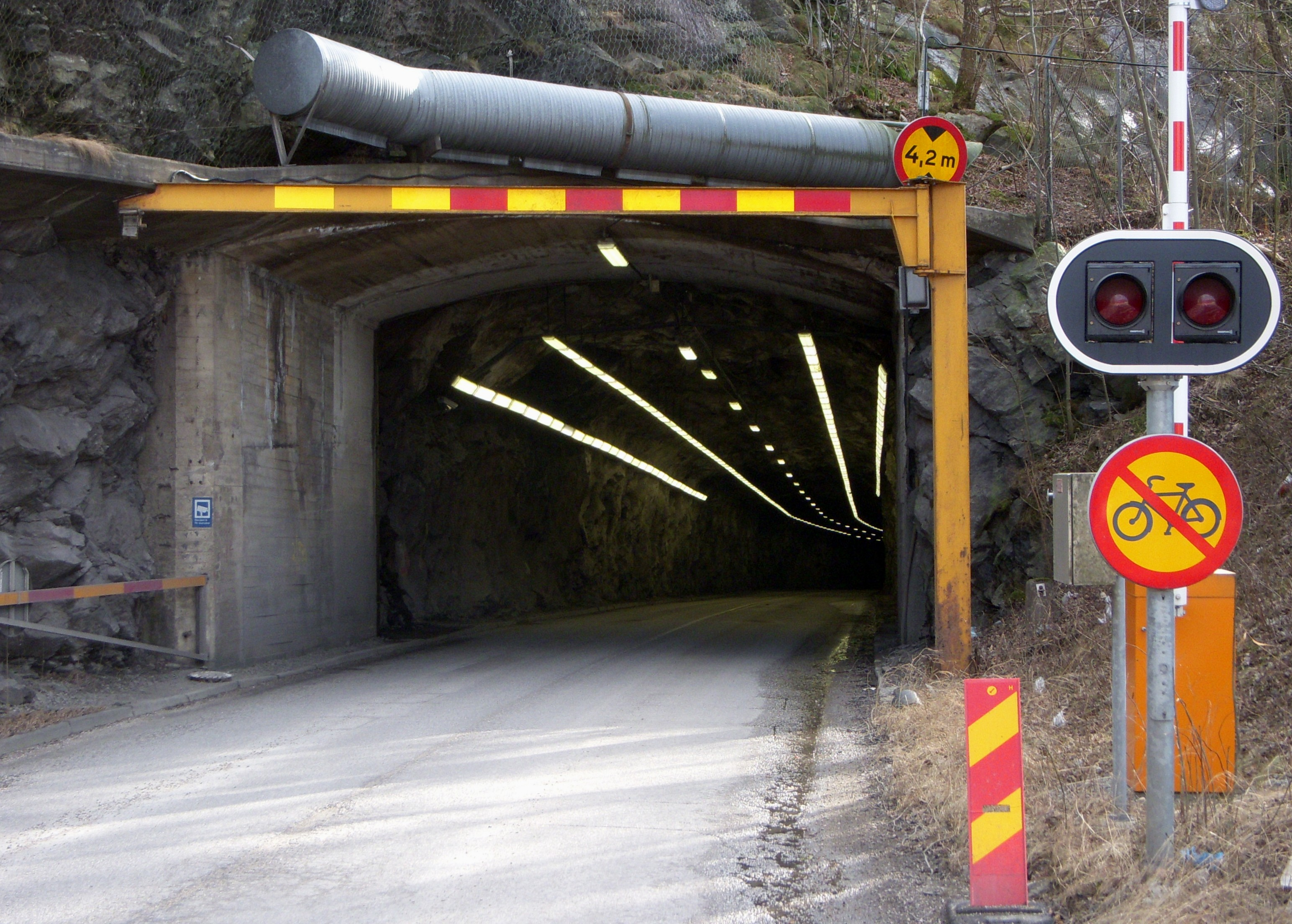
Muskötunneln, in- utfart från Muskösidan
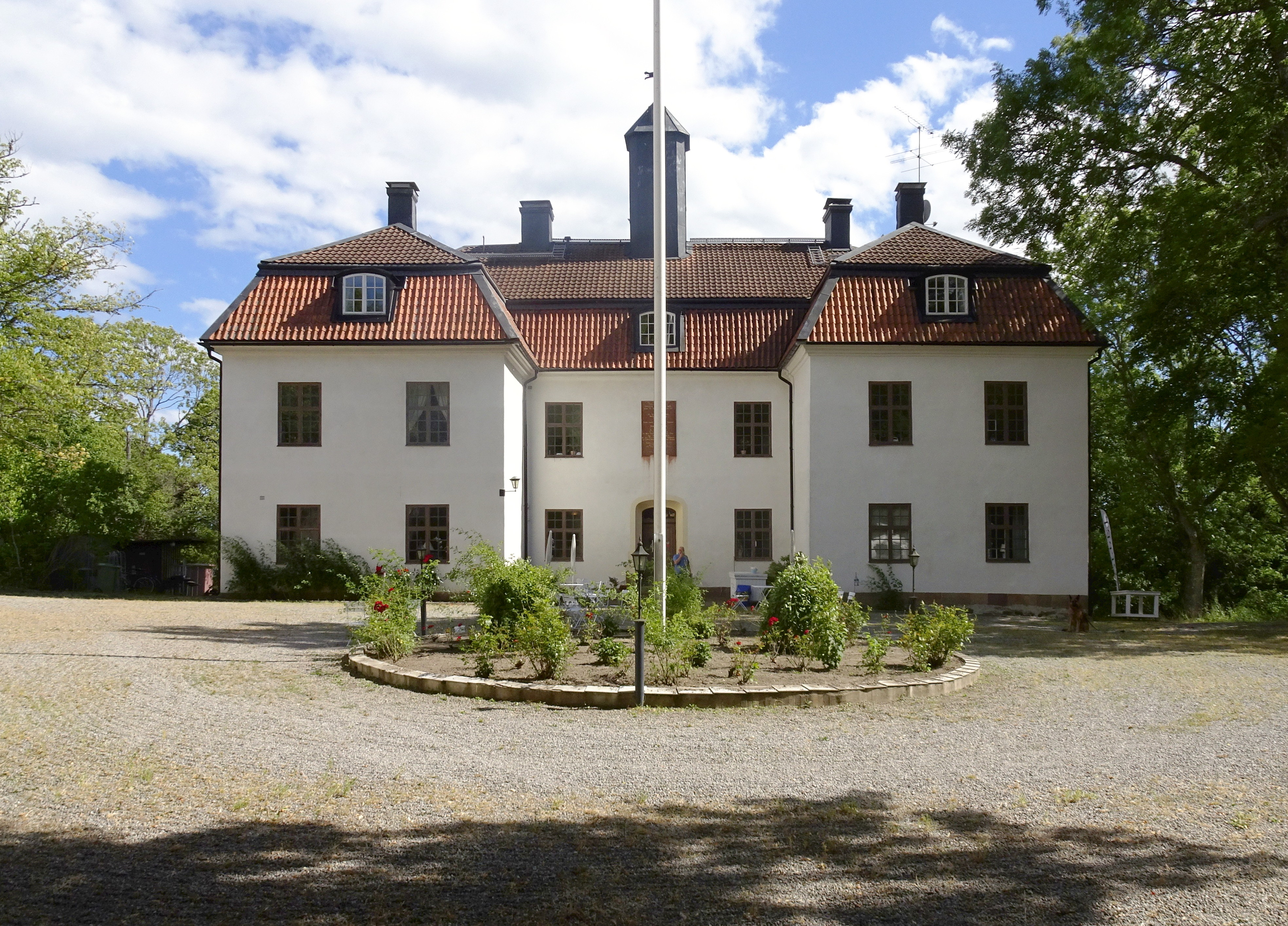
Ludvigsbergs herrgård
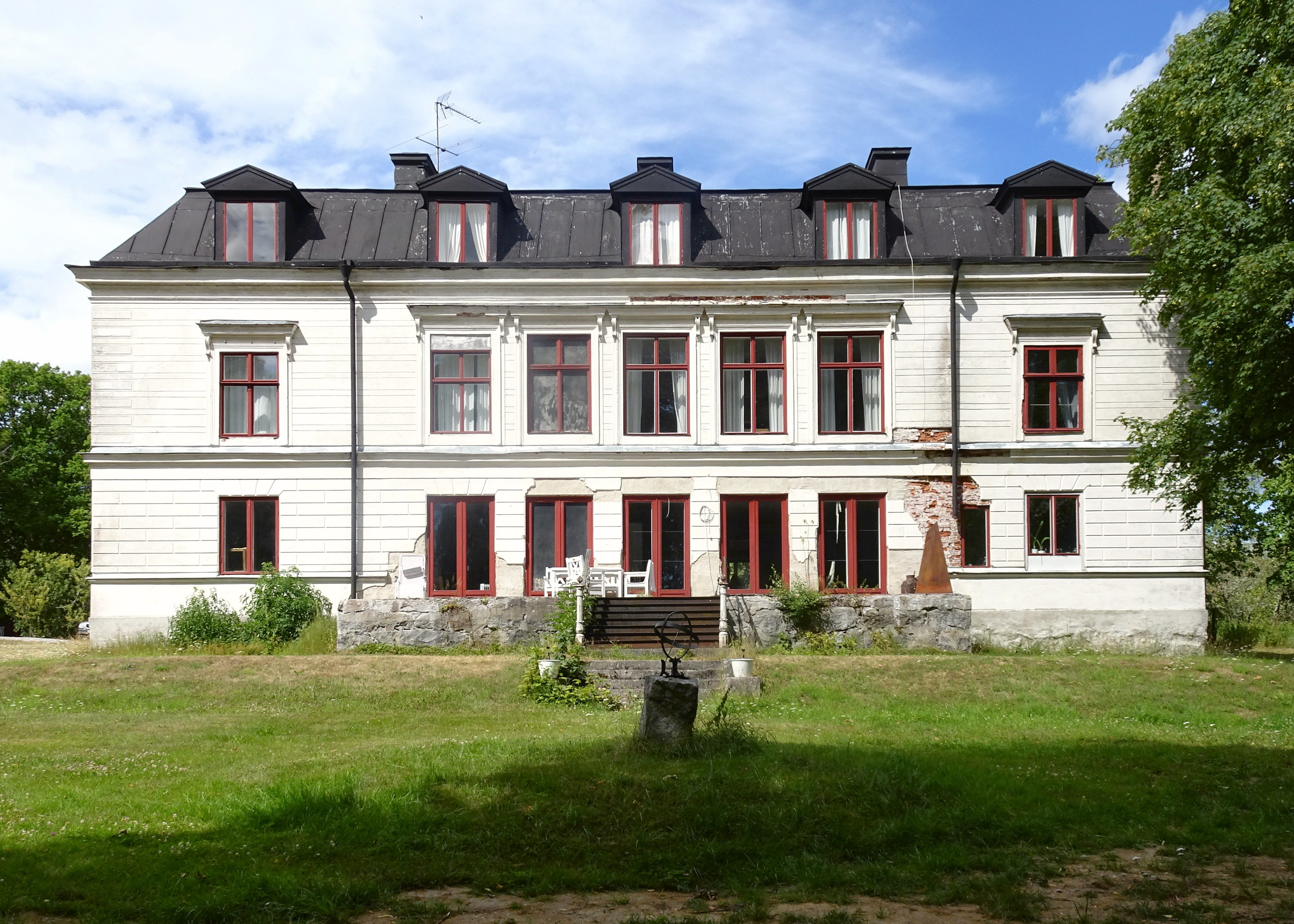
Arbottna herrgård
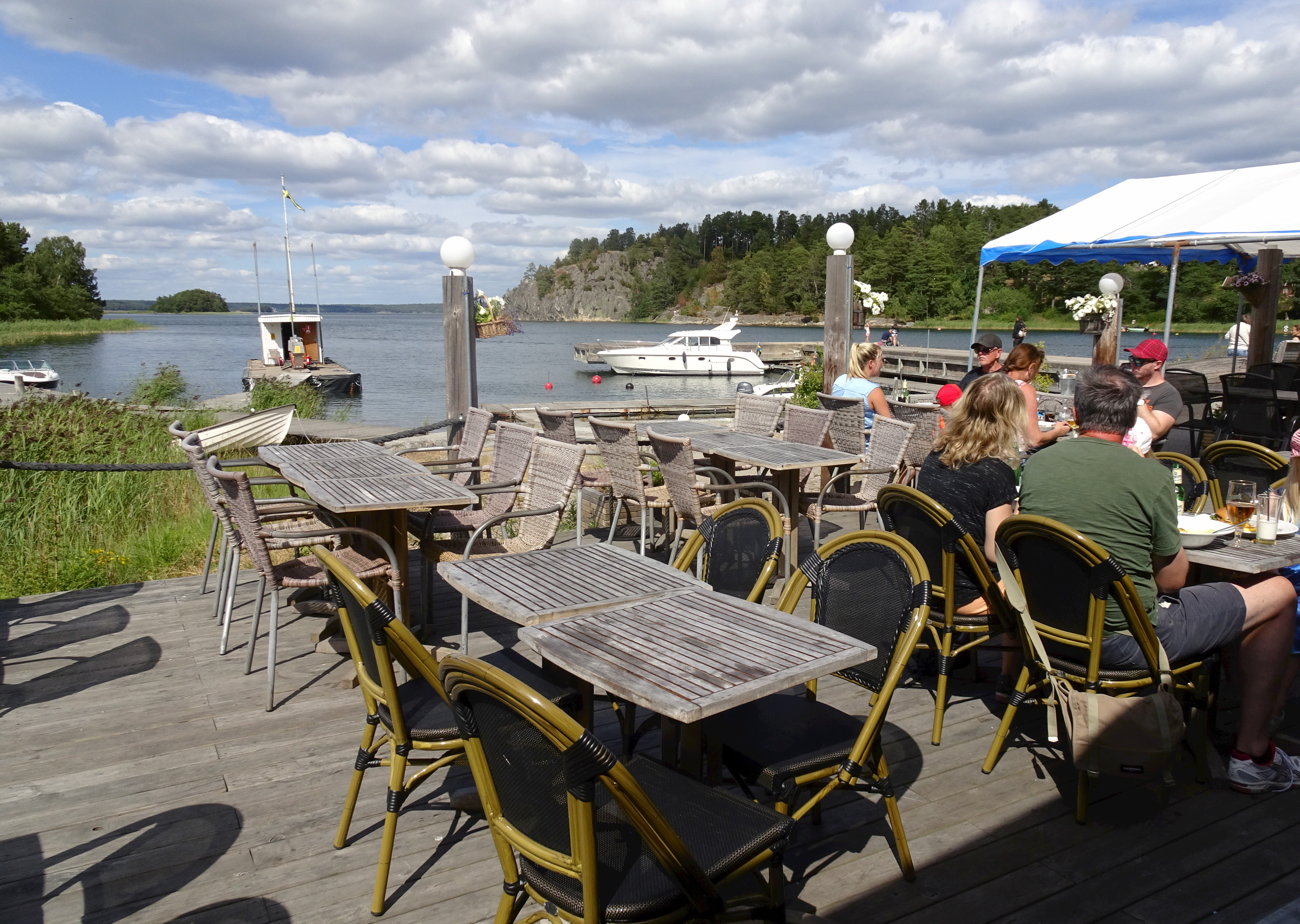
Muskö sjökrogs sommarterrass
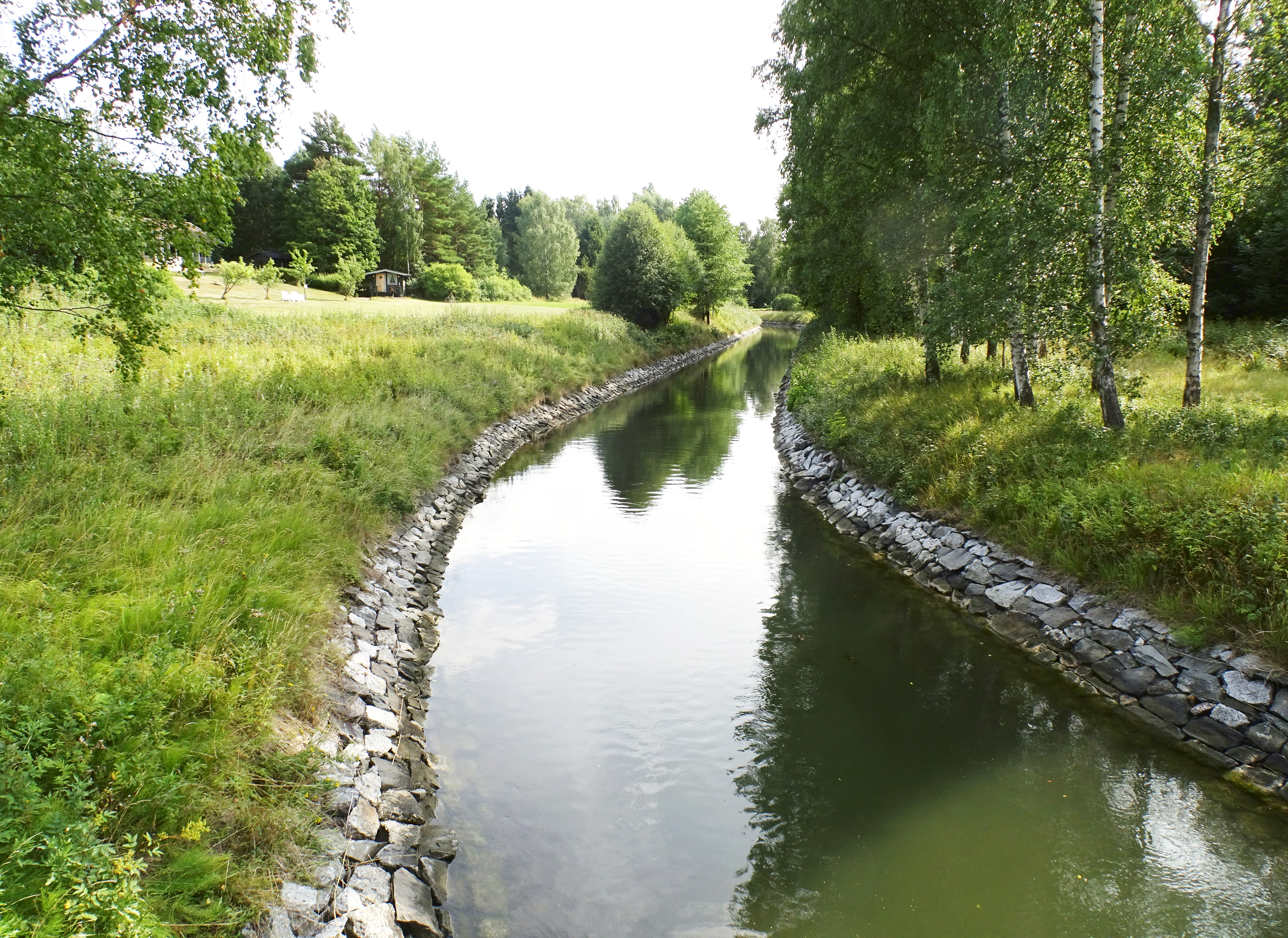
Muskö kanal

Omgivningen
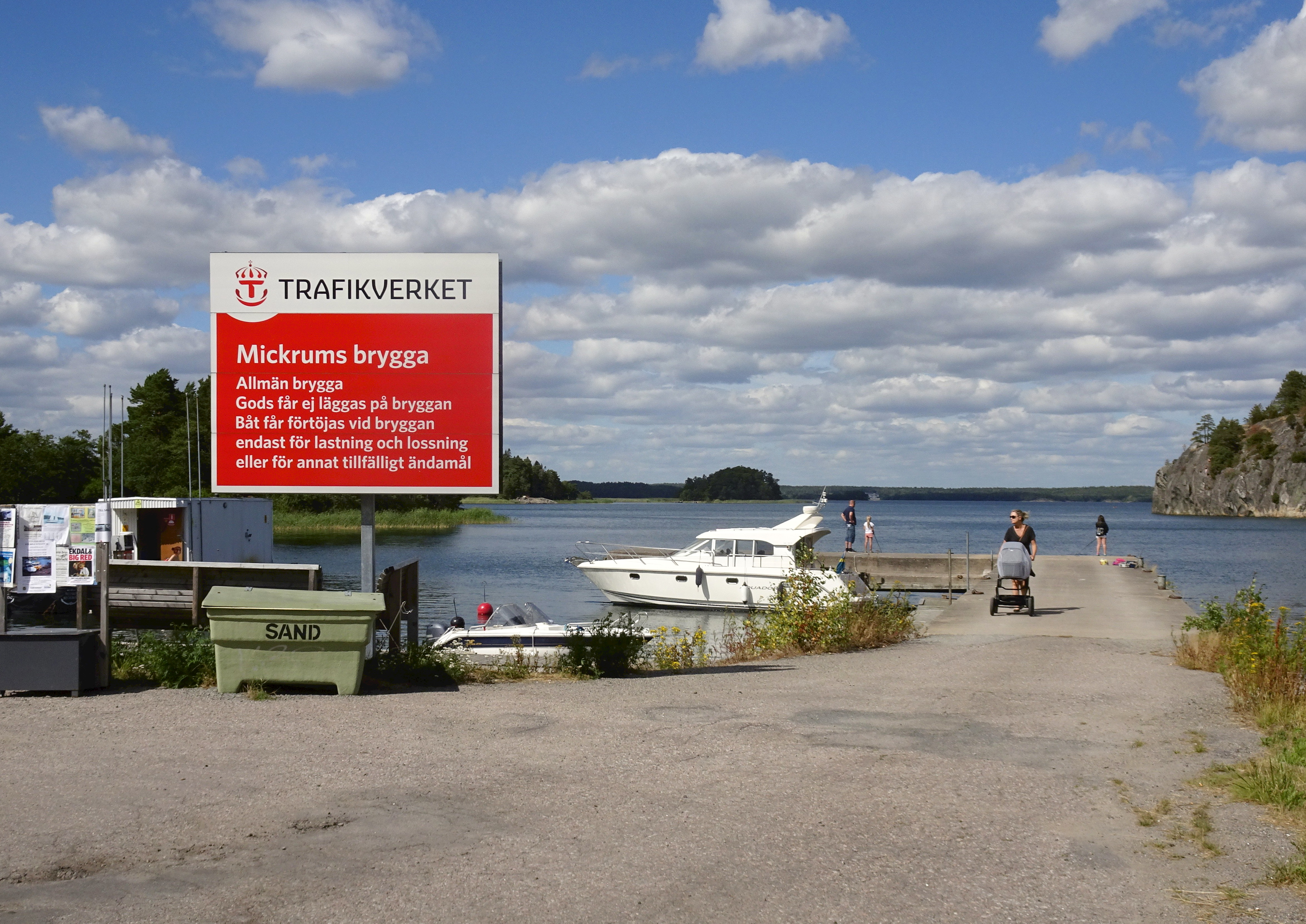
Mickrums brygga med utsikt över Horsfjärden
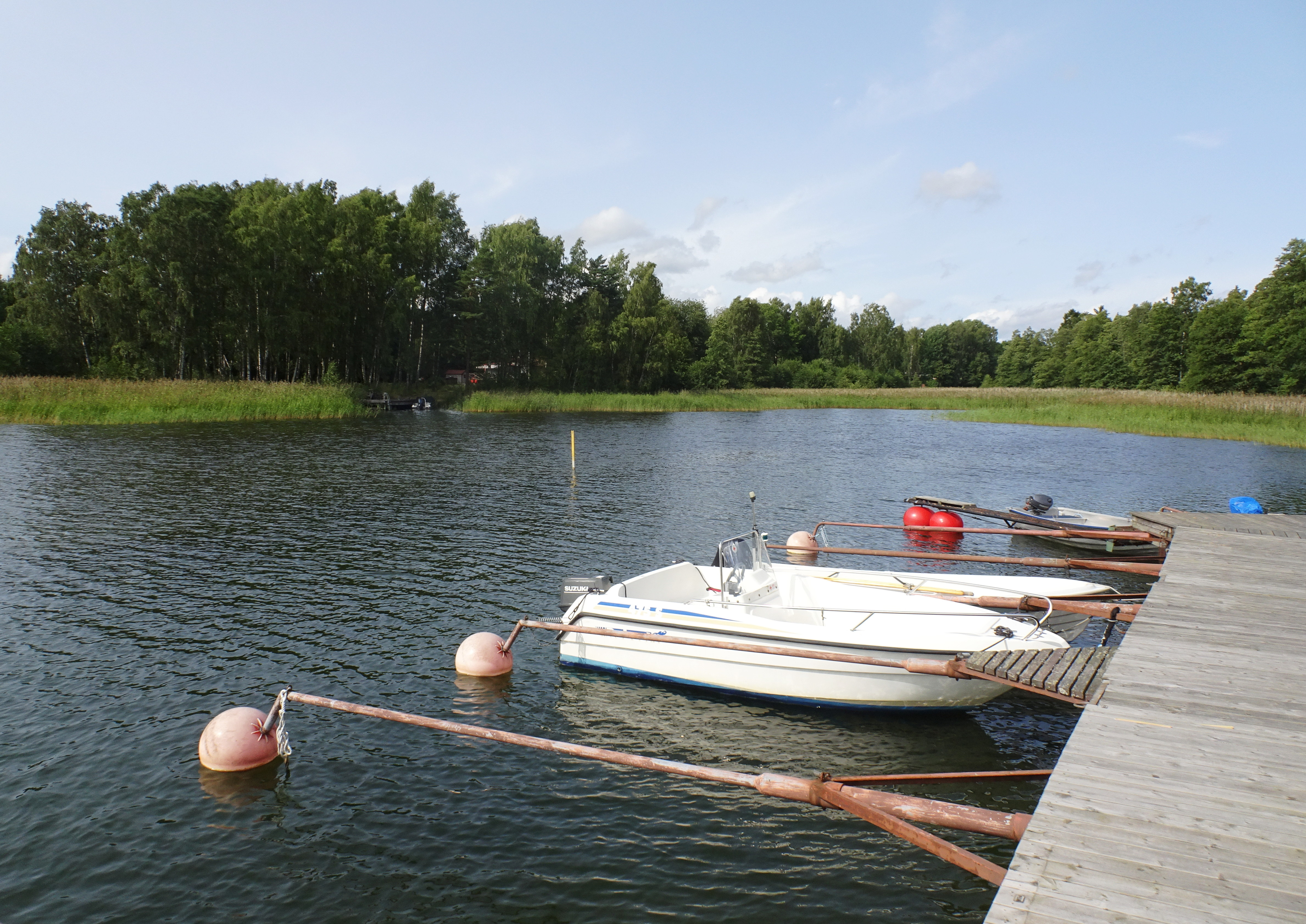
Hammarviken delar Muskö i en östra och en västra del
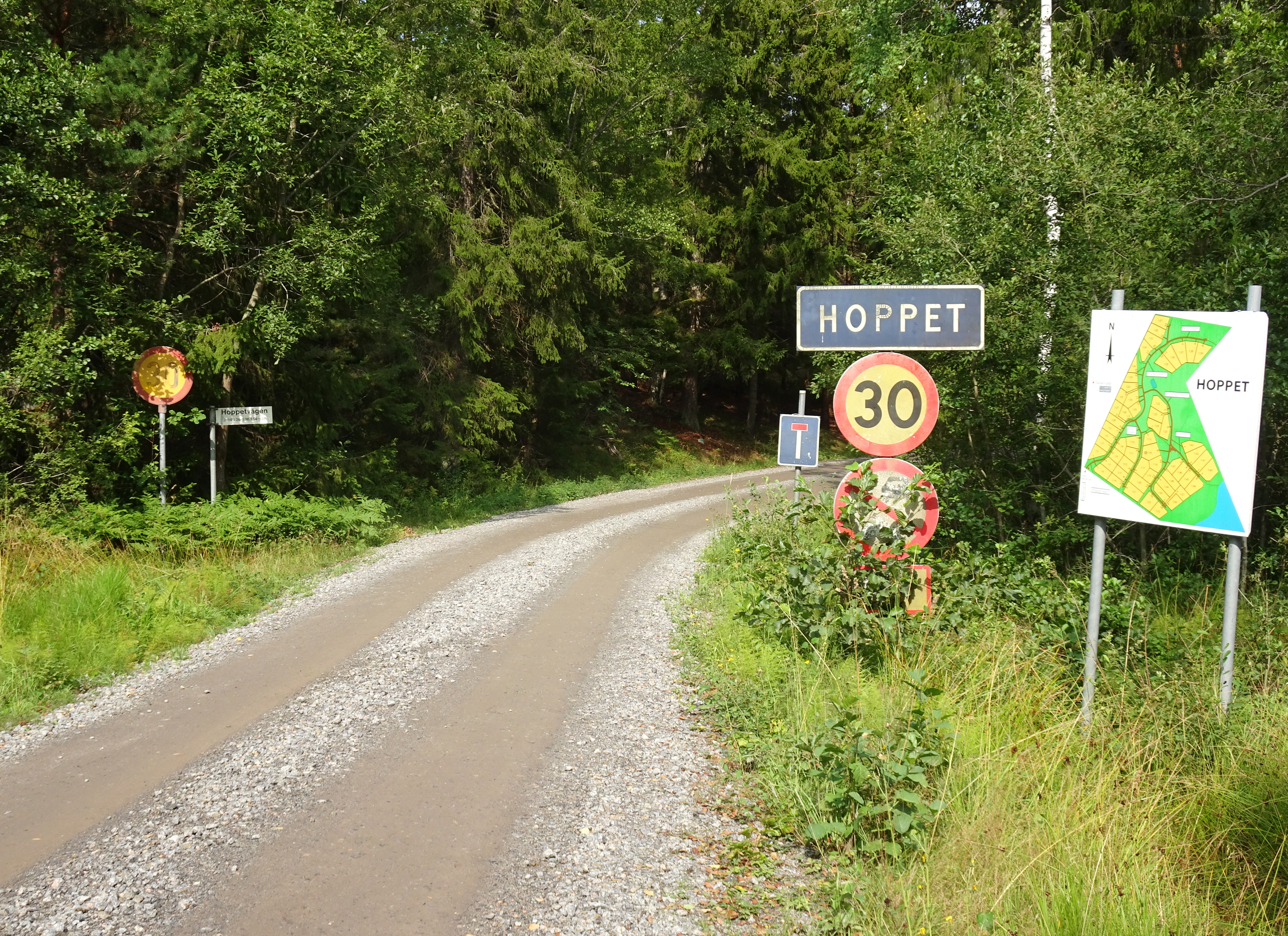
Infarten till orten Hoppet
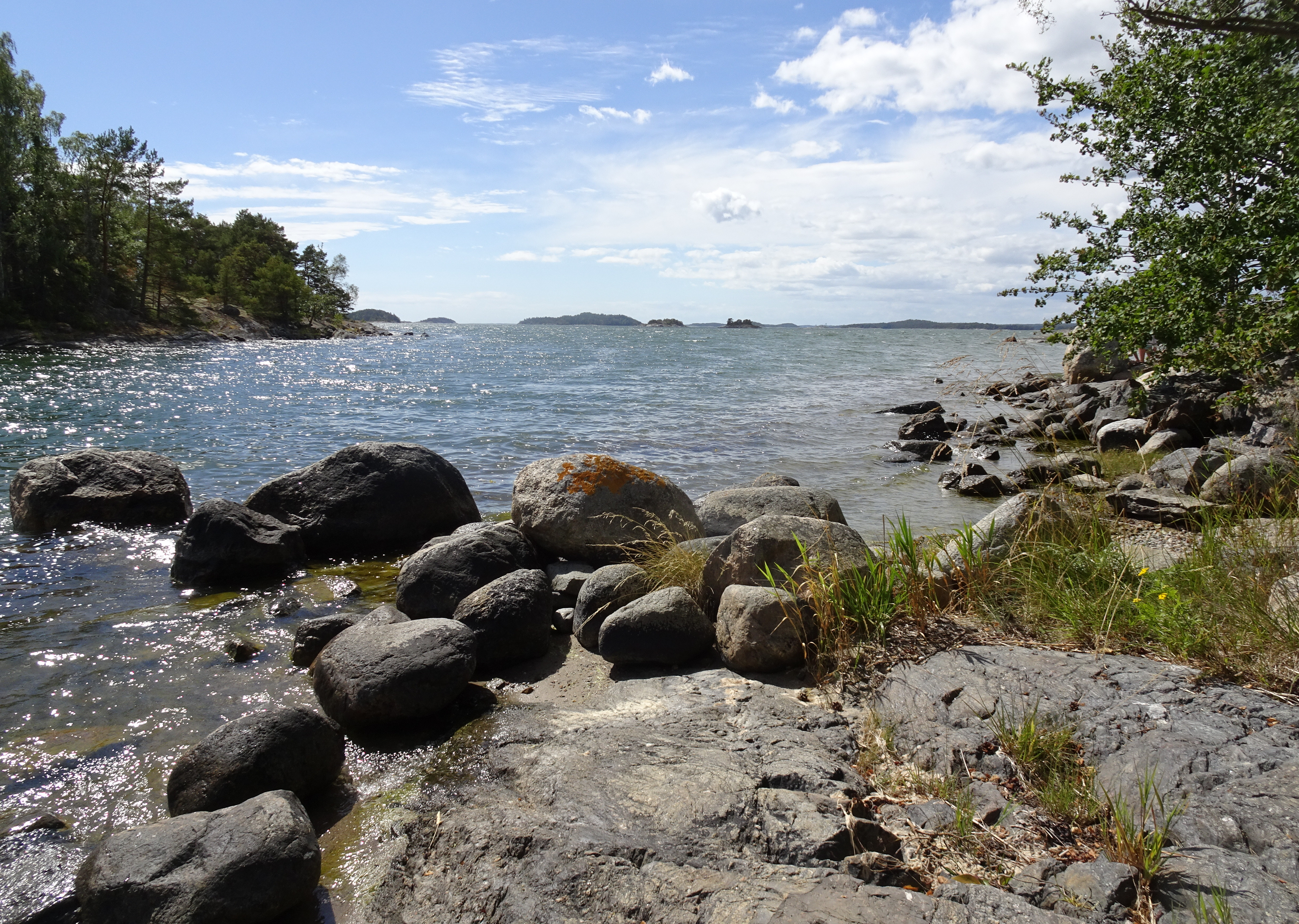
Udden vid Bruksholmen söder om Arbottna med utsikt över Mysingen
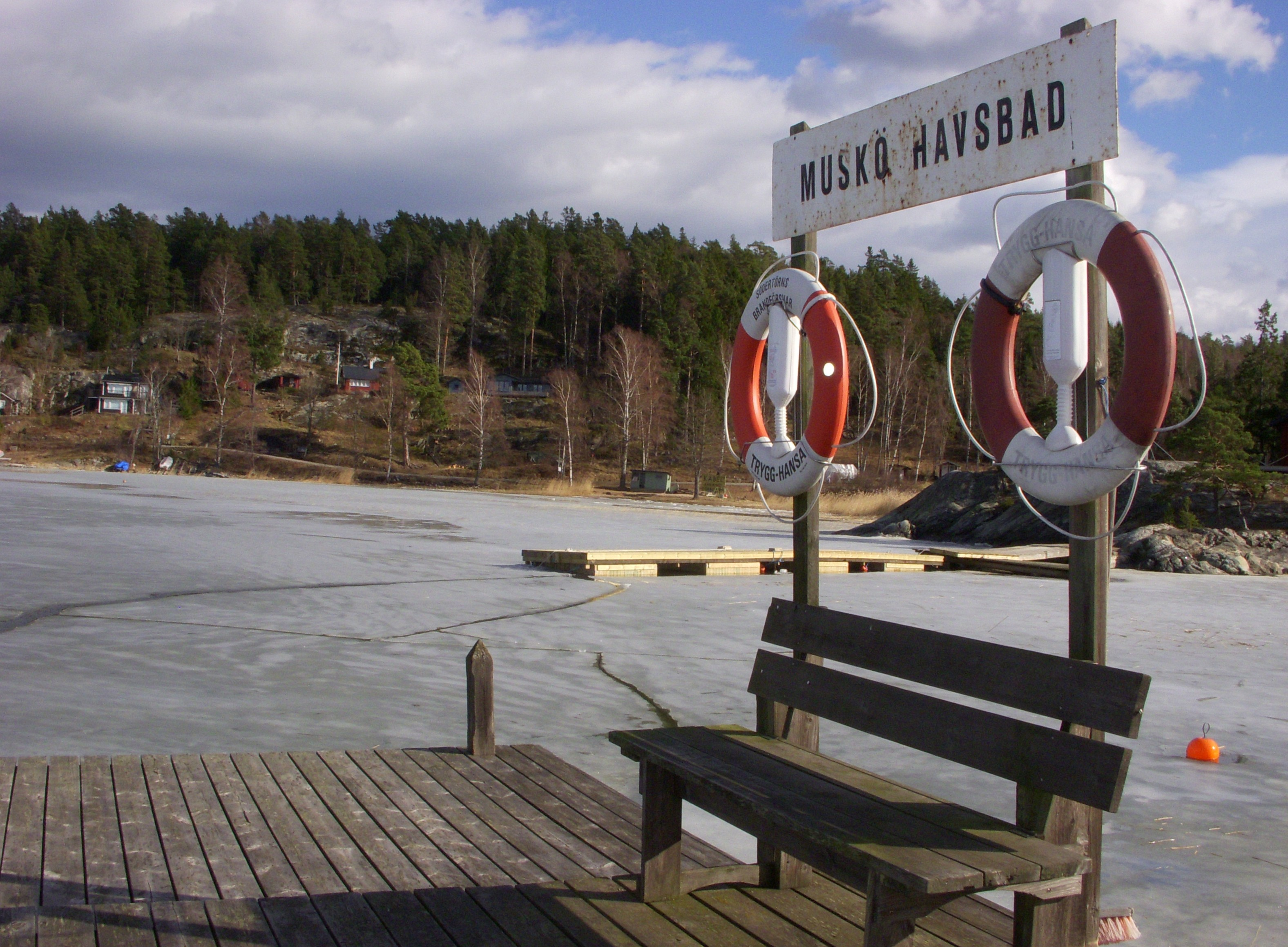
Muskö Havsbad